# سام كوستا
سام كوستا (بالإنجليزية: Sam Costa)‏ هو مقدم برامج إذاعية ومغني وممثل بريطاني (وحمل سابقاً جنسية المملكة المتحدة لبريطانيا العظمى وأيرلندا)، ولد في 17 يونيو 1910 في المملكة المتحدة، وتوفي في 23 سبتمبر 1981.

## وصلات خارجية
- سام كوستا على موقع IMDb (الإنجليزية)
- سام كوستا على موقع ميوزك برينز (الإنجليزية)
- سام كوستا على موقع قاعدة بيانات الفيلم (الإنجليزية)